# Mečkov
Mečkov je malá vesnice, část obce Kbel v okrese Plzeň-jih v Plzeňském kraji. Nachází se asi 1,5 kilometru jižně od Kbelu. Je zde evidováno 16 adres. V roce 2011 zde trvale žilo 18 obyvatel.
Mečkov leží v katastrálním území Malinec o výměře 3,75 km².

## Historie
První písemná zmínka o vesnici pochází z roku 1319.

## Obyvatelstvo
| Rok            | 1869 | 1880 | 1890 | 1900 | 1910 | 1921 | 1930 | 1950 | 1961 | 1970 | 1980 | 1991 | 2001 | 2011 | 2021 |
| -------------- | ---- | ---- | ---- | ---- | ---- | ---- | ---- | ---- | ---- | ---- | ---- | ---- | ---- | ---- | ---- |
| Počet obyvatel | 88   | 96   | 85   | 104  | 99   | 91   | 80   | 57   | 53   | 40   | 37   | 24   | 17   | 18   | 25   |
| Počet domů     | 12   | 13   | 15   | 15   | 15   | 15   | 16   | 16   | 16   | 11   | 10   | 15   | 15   | 15   | 16   |

## Obecní správa
Při sčítání lidu v letech 1850–1963 Mečkov byl osadou obce Malinec v okrese Přeštice. Od roku 1964 je částí obce Kbel v okrese Plzeň-jih.

## Galerie

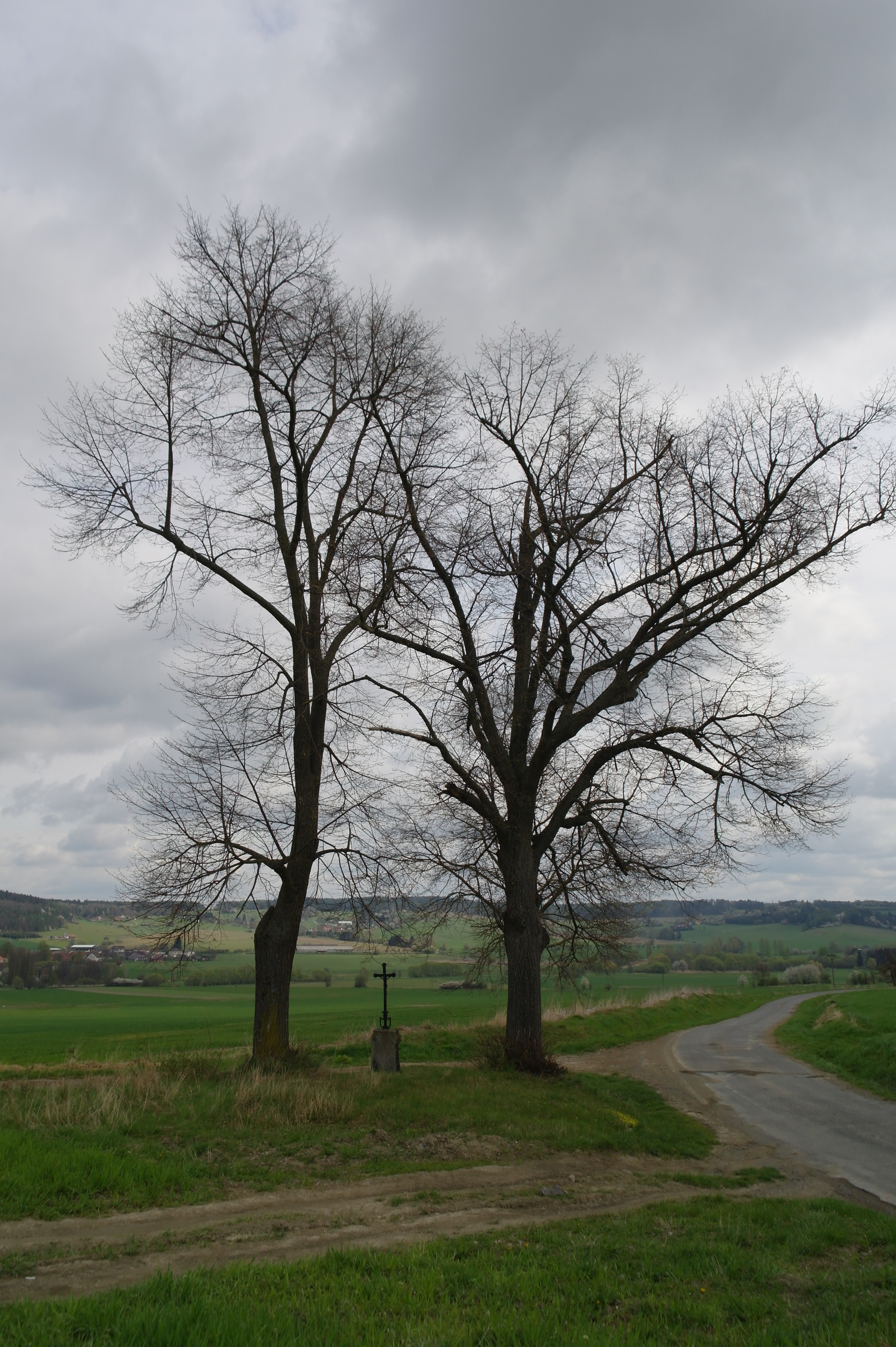
Okolí obce
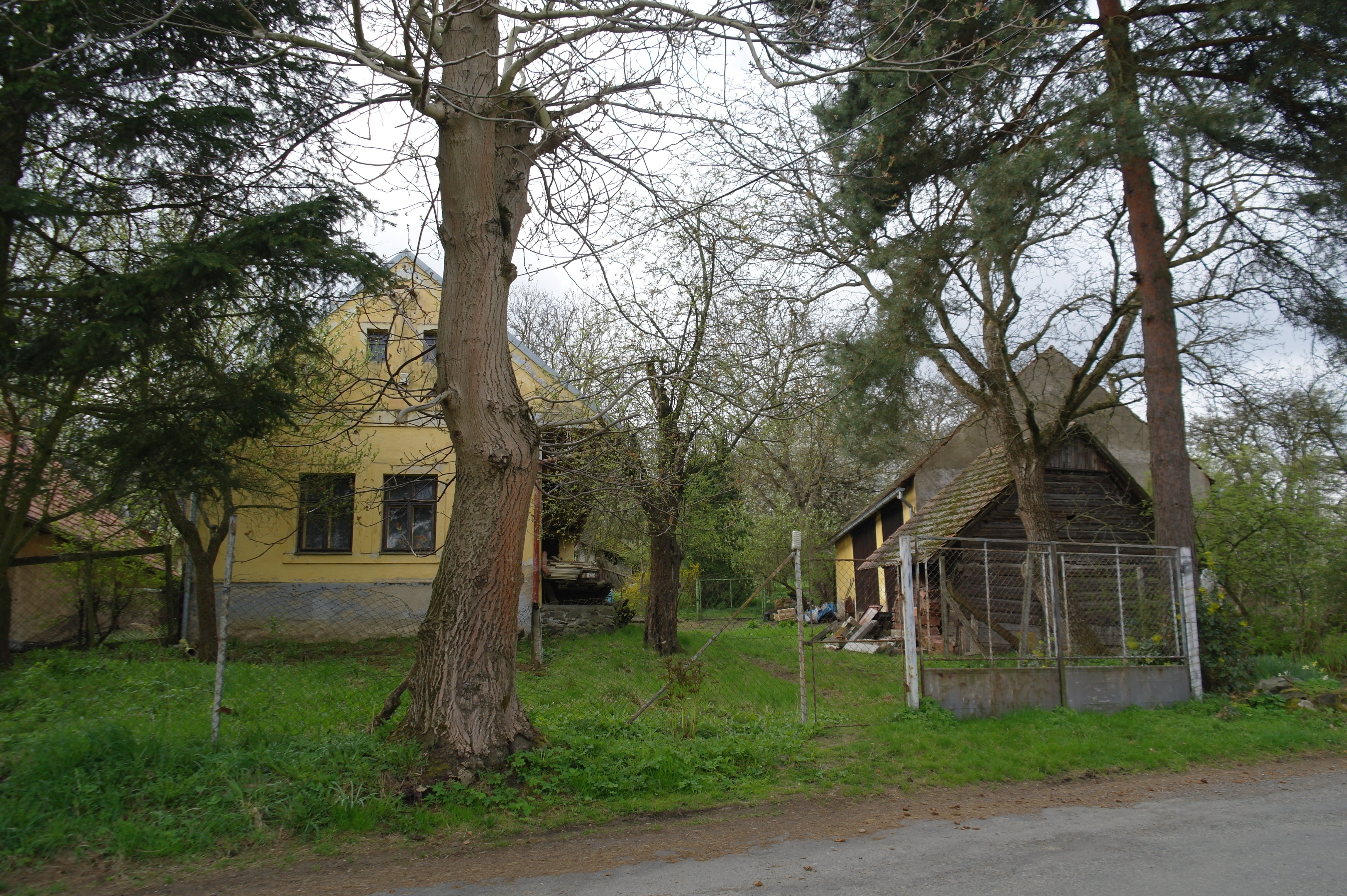
Dům v obci
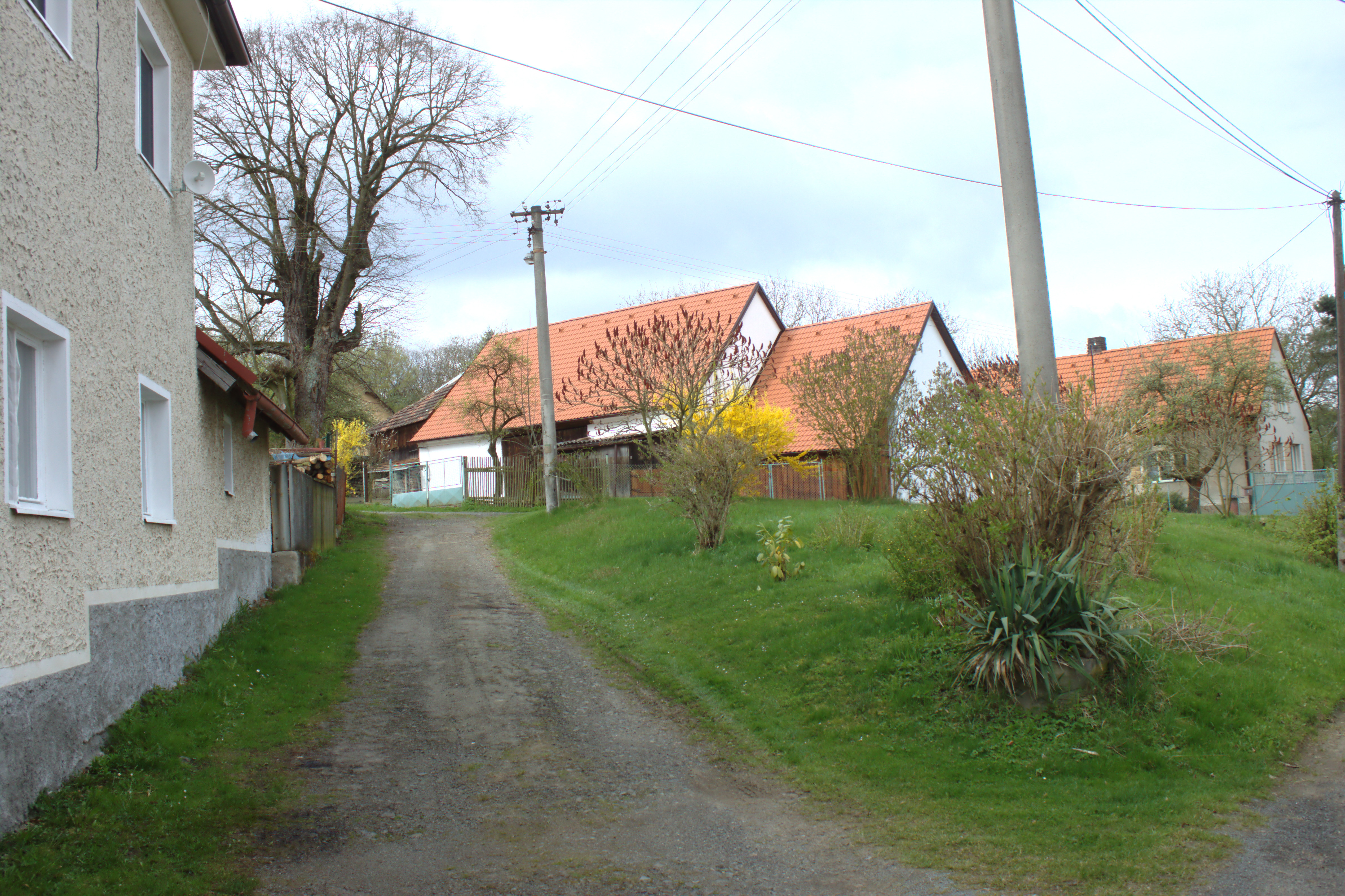
Domy v obci